# LV-3331
La LV-3331 és una carretera antigament anomenada provincial, actualment gestionada per la Generalitat de Catalunya. La L correspon a la demarcació de Lleida, i la V al seu antic caràcter de carretera veïnal. Travessa els municipis de Linyola (Pla d'Urgell) i Penelles (la Noguera).

## Linyola
Arrenca del centre de la població, de la carretera LP-3322a a la cantonada del Carrer de Prat de la Riba amb el Carrer de Salmeron. Segueix cap a llevant per aquest darrer carrer fins davant de l'Escorxador Municipal i tot seguit arrenca cap al nord-est, allunyant-se del nucli urbà de Linyola. En un quilòmetre i mig, al nord de la partida de Salat surt del terme de Linyola i entra en el de Penelles i en la comarca de la Noguera.

## Penelles
Ja dins d'aquest terme, en mig quilòmetre travessa el Canal Auxiliar d'Urgell, deixa al nord-oest la Masia Niubò, travessa la Séquia Segona del Canal d'Urgell i passa pel costat sud-est del llogaret de Bellestar, tot en cosa d'1 quilòmetres i mig més. Després, en el següent quilòmetre i mig, travessa la Canalada, passa pel costat sud-est del veïnat dels Falcons, i arriba a la carretera C-53. Travessada aquesta darrera via, continua cap al nord-est i arriba al poble de Penelles pel Carrer de les Roques en quasi tres quilòmetres més. A Penelles enllaça amb la carretera LV-3027, a la cruïlla del carrer esmentat amb el Carrer del Carme i la Carretera de Castellserà.